# APR FC
Der Armée Patriotique Rwandaise Football Club oder kurz APR FC ist ein im Juni 1993 gegründeter ruandischer Fußballverein aus Kigali. Eigentümer sind die Streitkräfte Ruandas (englisch Rwanda Defence Force).
Trotz der kurzen Vereinsgeschichte ist es Ruandas führender Fußballclub; er hat 23-mal die Ruandische Meisterschaft gewonnen und außerdem den Kagame Inter-Club Cup 2004 und 2007, nachdem er zweimal, 1996 und 2000, das Finale in diesem Wettbewerb verloren hatte. Dazu kommen noch 13 nationale Pokalsiege sowie drei Supercupsiege.

## Erfolge
- Ruandischer Meister: (23)

1995, 1996, 1999, 2000, 2001, 2003, 2005, 2006, 2007, 2009, 2010, 2011, 2012, 2014, 2015, 2016, 2018, 2020, 2021, 2022, 2023, 2024, 2025
- Ruandischer Vizemeister: (4)

2002, 2004, 2008, 2019
- Ruandischer Pokalsieger (13)

1994, 1996, 1999, 2000, 2002, 2006, 2007, 2008, 2010, 2011, 2012, 2014, 2017, 2025
- Ruandischer Pokalfinalist (4)

2001, 2016, 2022, 2023
- Ruandischer Supercupsieger (3)

2002, 2016, 2018
- CECAFA Club Cup (Kagame Inter-Club Cup): (2)

2004, 2007

## Stadion
Seine Heimspiele trägt der Club im Kigali Pelé Stadium (ehemals Stade Régional Nyamirambo) aus.

## Saisonplatzierung
| Saison  | Liga                  | Level | Platz |
| ------- | --------------------- | ----- | ----- |
| 2000    | Rwanda Premier League | 1     | 1.    |
| 2001    | Rwanda Premier League | 1     | 1.    |
| 2002    | Rwanda Premier League | 1     | 2.    |
| 2003    | Rwanda Premier League | 1     | 1.    |
| 2004    | Rwanda Premier League | 1     | 2.    |
| 2005    | Rwanda Premier League | 1     | 1.    |
| 2006    | Rwanda Premier League | 1     | 1.    |
| 2006/07 | Rwanda Premier League | 1     | 1.    |
| 2007/08 | Rwanda Premier League | 1     | 2.    |
| 2008/09 | Rwanda Premier League | 1     | 1.    |
| 2009/10 | Rwanda Premier League | 1     | 1.    |
| 2010/11 | Rwanda Premier League | 1     | 1.    |
| 2011/12 | Rwanda Premier League | 1     | 1.    |
| 2012/13 | Rwanda Premier League | 1     | 3.    |
| 2013/14 | Rwanda Premier League | 1     | 1.    |
| 2014/15 | Rwanda Premier League | 1     | 1.    |
| 2015/16 | Rwanda Premier League | 1     | 1.    |
| 2016/17 | Rwanda Premier League | 1     | 3.    |
| 2017/18 | Rwanda Premier League | 1     | 1.    |
| 2018/19 | Rwanda Premier League | 1     | 2.    |
| 2019/20 | Rwanda Premier League | 1     | 1.    |
| 2020/21 | Rwanda Premier League | 1     | 1.    |
| 2021/22 | Rwanda Premier League | 1     | 1.    |
| 2022/23 | Rwanda Premier League | 1     | 1.    |
| 2023/24 | Rwanda Premier League | 1     | 1.    |
| 2024/25 | Rwanda Premier League | 1     | 1.    |
| 2025/26 | Rwanda Premier League | 1     |       |

Quelle: rsssf.org

## Abschneiden in den CAF-Wettbewerben
- CAF Champions League: 14 Teilnahmen

1997 – 1. Runde
2000 – zurückgezogen in der 1. Runde
2002 – 1. Runde
2004 – 3. Runde
2006 – 1. Runde
2007 – 1. Runde
2008 – Vorrunde
2010 – 1. Runde
2011 – Vorrunde
2012 – 1. Runde
2013 – Vorrunde
2015 – 1. Runde
2016 – 1. Runde
2017 – Vorrunde
2019 – Vorrunde
2021 – Vorrunde
2022 – 2. Runde
2023 – 2. Runde
- African Cup of Champions Clubs: 1 Teilnahme

1996: 2. Runde
- CAF Confederation Cup: 4 Teilnahmen

2004 – Zwischenrunde
2005 – 2. Runde
2009 – 2. Runde
2018 – 1. Runde
- African Cup Winners’ Cup: 1 Teilnahme

2003 – Halbfinale
- CAF Cup: 2 Teilnahmen

1998 - 1. Runde
1999 - 1. Runde

## Ehemalige Spieler
- Julien Nsengiyumva (2002)
- Jimmy Mulisa (2002–2005)
- Chiukepo Msowoya (2009–2010)